# 平底锅

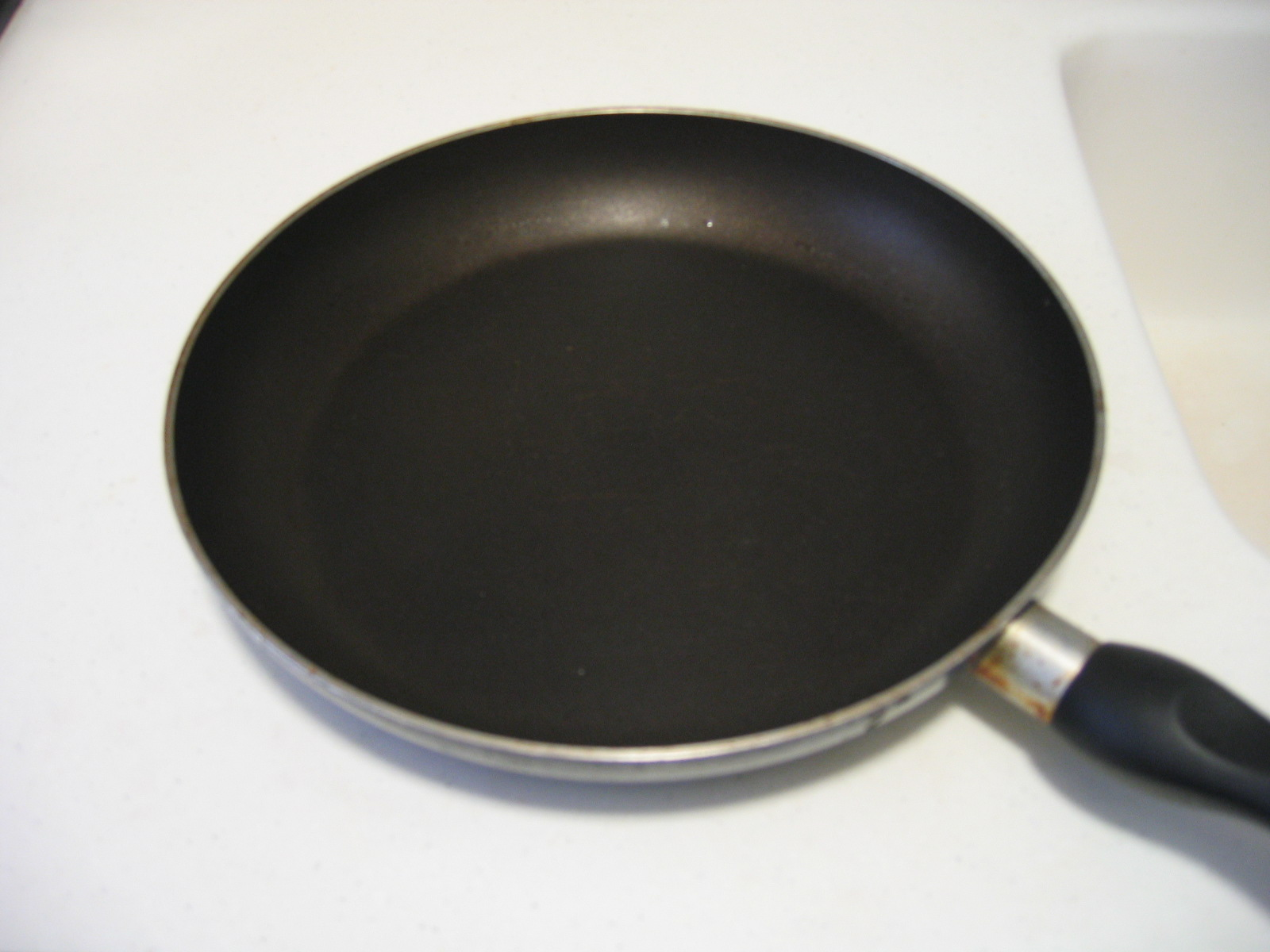
鋁製易潔平底鍋

平底鍋是一種廚具，為鍋類的一種。鍋底為平底，鍋身直徑約20至30公分，低鍋邊、附有鍋柄。可用於煎和煮。材質有鐵、鈦、鋁、陶瓷等。